# Marc Gasol
Marc Gasol Sáez (Barcellona, 29 gennaio 1985) è un dirigente sportivo ed ex cestista spagnolo.

## Biografia
Marc è il fratello minore di Pau, anch'egli cestista NBA.

## Caratteristiche tecniche
Centro di 216 centimetri, era bravo a giocare sia in difesa che in attacco dove si contraddistingueva nei movimenti in post e in pick and roll. Era anche un ottimo assist-man tanto da essere ritenuto uno dei migliori lunghi passatori del campionato NBA, oltre ad avere imparato a tirare da 3 punti più avanti in carriera.

## Carriera

### Inizi (2003-2008)
Cresciuto nelle categorie inferiori con la seconda squadra del Barcellona, benché avesse già disputato saltuariamente alcune gare, nella stagione 2005-06 entra a far parte in modo definitivo nella prima squadra dei blaugrana. Nella stagione 2006-07 passa al CB Girona.

### NBA (2008-2021)
Nel 2007 è stato scelto dai Los Angeles Lakers, squadra NBA, ma è rimasto a giocare in patria. Nel febbraio 2008 i diritti su di lui vengono ceduti ai Memphis Grizzlies nella trade che porta il fratello Pau a vestire i colori dei Lakers.
Nella stagione 2008-09 esordisce finalmente nella NBA, avendo firmato un contratto con i Memphis Grizzlies. Curiosamente gioca nella stessa squadra in cui aveva esordito il fratello maggiore Pau, poi passato dai Grizzlies ai Los Angeles Lakers nel corso del 2008: nello scambio infatti la squadra di Memphis aveva ottenuto i diritti sullo spagnolo (allora nel Girona). A Memphis, Marc dimostra di non essere solo il fratello di Pau Gasol ma di essere un grande centro, soprattutto in fase difensiva. Proprio per le sue qualità di difensore nel 2013 vince il premio come miglior difensore NBA e con i Grizzlies arriva fino alle finali di Western Conference, perse poi per 4-0 contro i San Antonio Spurs.
Il 7 febbraio 2019, dopo 11 anni di militanza a Memphis, viene ceduto via trade ai Toronto Raptors in cambio di Jonas Valančiūnas, Delon Wright, C.J. Miles e la seconda scelta al draft del 2024. Tra l'altro Gasol non era neppure convinto di volere lasciare Memphis. Con la squadra canadese vince il suo primo titolo NBA il 13 giugno 2019, battendo in finale 4-2 i Golden State Warriors. In questo modo, insieme al fratello Pau, ha formato la prima coppia di fratelli che hanno vinto entrambi il titolo NBA. Nella stagione comunque ha avuto difficoltà a inserirsi negli schemi della squadra, ma comunque nelle finali ha fornito delle buone prestazioni.
Il 27 giugno 2019 ha esercitato la player option da 25,6 milioni per rimanere un altro anno in Canada.
Il 22 novembre 2020 firma con i Los Angeles Lakers, squadra che lo scelse al Draft NBA 2007, ma in cui non riuscì mai ad esordire visto che fu scambiato con i Memphis Grizzlies nello scambio che portò suo fratello Pau a vestire i colori gialloviola.

### Nazionale
Dal 2006 al 2021 ha fatto parte della Nazionale spagnola, con la quale ha vinto la medaglia d'oro ai mondiali del 2006 e del 2019. Nella prima occasione non avrebbe dovuto far parte della spedizione degli spagnoli, subentrando a Fran Vázquez nell'elenco finale dei convocati dopo l'infortunio di quest'ultimo. Ha lasciato la nazionale dopo le olimpiadi del 2021.

## Statistiche

### Europa

#### Playoffs ACB
| Stagione        | Squadra              | Competizione    | Partite | Partite | Partite | Statistiche tiro | Statistiche tiro | Statistiche tiro | Altre statistiche | Altre statistiche | Altre statistiche | Altre statistiche | Altre statistiche |
| Stagione        | Squadra              | Competizione    | Pres.   | Titol.  | Minuti  | Tiri da 2        | Tiri da 3        | Liberi           | Rimb.             | Assist            | Rubate            | Stopp.            | Punti             |
| --------------- | -------------------- | --------------- | ------- | ------- | ------- | ---------------- | ---------------- | ---------------- | ----------------- | ----------------- | ----------------- | ----------------- | ----------------- |
| 2004            | Winterthur Barcelona | ACB             | 3       | 2       | 28      | 1/3              | 0/1              | 0/1              | 5                 | 1                 | 4                 | 0                 | 2                 |
| 2005            | Winterthur Barcelona | ACB             | 4       | 0       | 64      | 4/9              | 0/0              | 5/12             | 14                | 2                 | 1                 | 3                 | 13                |
| 2006            | Winterthur Barcelona | ACB             | 2       | 0       | 12      | 1/1              | 0/0              | 1/2              | 4                 | 0                 | 0                 | 0                 | 3                 |
| 2007            | Akasvayu Girona      | ACB             | 4       | 1       | 83      | 14/29            | 0/1              | 6/10             | 21                | 4                 | 2                 | 2                 | 34                |
| 2008            | Akasvayu Girona      | ACB             | 3       | 3       | 105     | 25/36            | 0/2              | 13/18            | 28                | 15                | 4                 | 3                 | 63                |
| Totale carriera | Totale carriera      | Totale carriera | 16      | 6       | 290     |                  | 0/4              | 25/43            | 72                | 22                | 11                | 8                 | 115               |

### NBA

#### Regular Season
| Anno       | Squadra           | PG  | PT  | MP   | TC%  | 3P%  | TL%  | RP  | AP  | PRP | SP  | PP   |
| ---------- | ----------------- | --- | --- | ---- | ---- | ---- | ---- | --- | --- | --- | --- | ---- |
| 2008–2009  | Memphis Grizzlies | 82  | 75  | 30,7 | 53,0 | 0,0  | 73,3 | 7,4 | 1,7 | 0,8 | 1,1 | 11,9 |
| 2009–2010  | Memphis Grizzlies | 69  | 69  | 35,8 | 58,1 | 0,0  | 67,0 | 9,3 | 2,4 | 1,0 | 1,6 | 14,6 |
| 2010–2011  | Memphis Grizzlies | 81  | 81  | 31,9 | 52,7 | 42,9 | 74,8 | 7,0 | 2,5 | 0,9 | 1,7 | 11,7 |
| 2011–2012  | Memphis Grizzlies | 65  | 65  | 36,5 | 48,2 | 8,3  | 74,8 | 8,9 | 3,1 | 1,0 | 1,9 | 14,6 |
| 2012–2013  | Memphis Grizzlies | 80  | 80  | 35,0 | 49,4 | 7,1  | 84,8 | 7,8 | 4,0 | 1,0 | 1,7 | 14,1 |
| 2013–2014  | Memphis Grizzlies | 59  | 59  | 33,4 | 47,3 | 18,2 | 76,8 | 7,2 | 3,6 | 1,0 | 1,3 | 14,6 |
| 2014–2015  | Memphis Grizzlies | 81  | 81  | 33,2 | 49,4 | 17,6 | 79,5 | 7,8 | 3,8 | 0,9 | 1,6 | 17,4 |
| 2015–2016  | Memphis Grizzlies | 52  | 52  | 34,4 | 46,4 | 66,7 | 82,9 | 7,0 | 3,8 | 1,0 | 1,3 | 16,6 |
| 2016–2017  | Memphis Grizzlies | 74  | 74  | 34,2 | 45,9 | 38,8 | 83,7 | 6,3 | 4,6 | 0,9 | 1,3 | 19,5 |
| 2017–2018  | Memphis Grizzlies | 73  | 73  | 33,0 | 42,0 | 34,1 | 83,4 | 8,1 | 4,2 | 0,7 | 1,4 | 17,2 |
| 2018–2019† | Memphis Grizzlies | 53  | 53  | 33,7 | 44,4 | 34,4 | 75,6 | 8,6 | 4,7 | 1,1 | 1,2 | 15,7 |
| 2018–2019† | Toronto Raptors   | 26  | 19  | 24,9 | 46,5 | 44,2 | 76,9 | 6,6 | 3,9 | 0,9 | 0,9 | 9,1  |
| 2019-2020  | Toronto Raptors   | 44  | 43  | 26,4 | 42,7 | 38,5 | 73,5 | 6,3 | 3,3 | 0,8 | 0,9 | 7,5  |
| 2020-2021  | L.A. Lakers       | 52  | 42  | 19,1 | 45,4 | 41,0 | 72,0 | 4,1 | 2,1 | 0,5 | 1,1 | 5,0  |
| Carriera   | Carriera          | 891 | 866 | 32,2 | 48,1 | 36,0 | 77,6 | 7,4 | 3,4 | 0,9 | 1,4 | 14,0 |
| All-Star   | All-Star          | 3   | 1   | 20,0 | 55,6 | 0,0  | 0,0  | 7,6 | 3,3 | 1,0 | 0,3 | 6,6  |

#### Play-off
| Anno     | Squadra           | PG | PT | MP   | TC%  | 3P%  | TL%  | RP   | AP  | PRP | SP  | PP   |
| -------- | ----------------- | -- | -- | ---- | ---- | ---- | ---- | ---- | --- | --- | --- | ---- |
| 2011     | Memphis Grizzlies | 13 | 13 | 39,9 | 51,1 | 0,0  | 69,9 | 11,2 | 2,2 | 1,1 | 2,2 | 15,0 |
| 2012     | Memphis Grizzlies | 7  | 7  | 37,3 | 52,2 | 0,0  | 79,1 | 6,7  | 3,1 | 0,3 | 1,9 | 15,1 |
| 2013     | Memphis Grizzlies | 15 | 15 | 40,6 | 45,4 | 0,0  | 80,0 | 8,5  | 3,2 | 0,9 | 2,2 | 17,2 |
| 2014     | Memphis Grizzlies | 7  | 7  | 42,7 | 40,5 | 0,0  | 79,4 | 7,7  | 4,4 | 1,7 | 0,9 | 17,3 |
| 2015     | Memphis Grizzlies | 11 | 11 | 37,8 | 39,4 | 0,0  | 85,2 | 10,3 | 4,5 | 0,9 | 1,7 | 19,7 |
| 2017     | Memphis Grizzlies | 6  | 6  | 40,0 | 47,0 | 58,3 | 93,9 | 6,5  | 4,2 | 0,3 | 0,7 | 19,3 |
| 2019†    | Toronto Raptors   | 24 | 24 | 30,6 | 42,2 | 38,2 | 87,0 | 6,4  | 3,0 | 0,9 | 1,1 | 9,4  |
| 2020     | Toronto Raptors   | 11 | 11 | 20,7 | 39,1 | 18,5 | 73,3 | 4,4  | 2,6 | 0,5 | 0,6 | 6,0  |
| 2021     | L.A. Lakers       | 5  | 1  | 17,4 | 61,5 | 63,6 | 75,0 | 3,8  | 3,0 | 0,8 | 0,8 | 5,2  |
| Carriera | Carriera          | 99 | 95 | 34,3 | 44,4 | 36,6 | 80,8 | 7,5  | 3,2 | 0,8 | 1,4 | 13,4 |

#### Massimi in carriera
Statistiche aggiornate al 28 aprile 2019
- Massimo di punti: 42 vs Toronto Raptors (26 gennaio 2017)
- Massimo di rimbalzi: 21 vs Oklahoma City Thunder (10 maggio 2011)
- Massimo di assist: 14 vs Denver Nuggets (25 novembre 2017)
- Massimo di palle rubate: 5 (3 volte)
- Massimo di stoppate: 8 vs Portland Trail Blazers (4 gennaio 2013)
- Massimo di minuti giocati: 57 vs Oklahoma City Thunder (9 maggio 2011)

## Palmarès

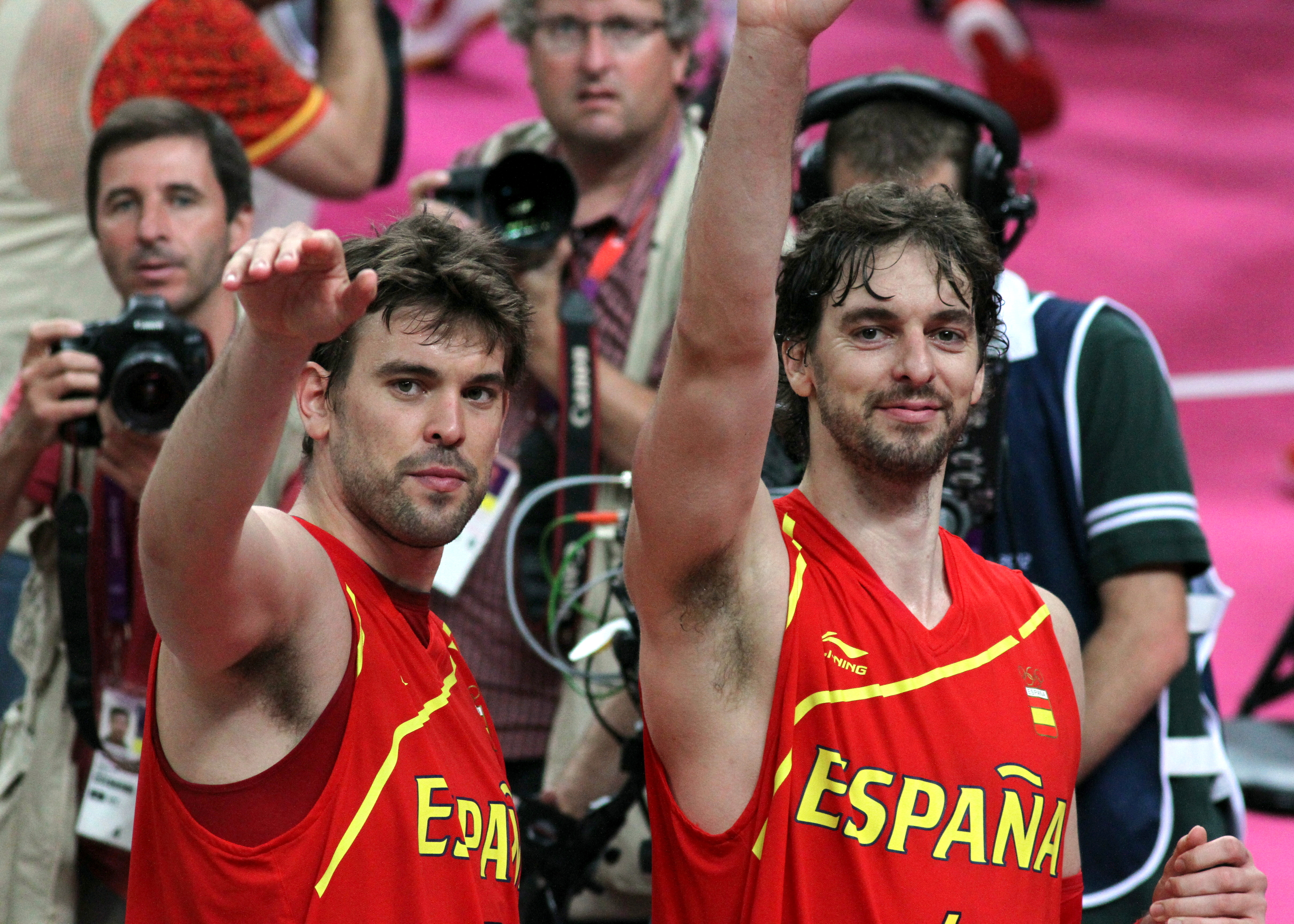
I due fratelli Marc (sinistra) e Pau Gasol con la nazionale spagnola durante le Olimpiadi di.

### Club
- Campionato spagnolo: 1

Barcellona: 2003-2004
- Supercoppa spagnola: 1

Barcelona: 2004
- Liga catalana: 2

Barcellona: 2004
Girona: 2006
- FIBA EuroCup: 1

Girona: 2006-2007
- Campionato NBA: 1

Toronto Raptors: 2019

### Nazionale
- Campionato del mondo: 2

2006, 2019
- Campionato europeo: 2

2009, 2011

### Individuale
- Liga ACB MVP: 1

Girona: 2007-2008
- NBA All-Rookie Team

Second Team: 2009
- NBA Defensive Player of the Year: (2013)
- NBA All-Defensive Team: 1

Second Team: 2013
- Squadre All-NBA: 2

First Team: 2015
Second Team: 2013
- NBA All-Star Game: 3

2012, 2015, 2017
- FIBA World Cup All-Tournament Teams: 1

2019
- MVP Liga LEB Oro: 1

Girona: 2021-2022
- Liga LEB MVP finali: 1

Girona: 2021-2022

## Impegno umanitario
Il 18 luglio 2018 ha fatto il giro del mondo una fotografia che ritraeva il giocatore spagnolo su una nave di Proactiva Open Arms, organizzazione non governativa a difesa dei migranti che rischiano di perdere la vita nel Mar Mediterraneo; la fotografia era stata scattata il giorno precedente, durante il salvataggio dell'unica superstite ad un naufragio avvenuto al largo delle coste libiche. Gasol ha poi pubblicato un tweet scrivendo: "Frustrazione, rabbia, mancanza di aiuto. È incredibile vedere quante persone indifese siano lasciate al loro destino in mezzo al mare. Ammirazione estrema per queste persone, che ora chiamo miei compagni di squadra, a bordo della Open Arms".